# 원시신경외배엽종양
원시신경외배엽종양(Primitive neuroectodermal tumor, PNET)은 악성(암성) 중추신경계 종양으로, 신경능선 기원이라고 추정된다. 희귀 종양으로 주로 25세 미만의 어린이와 젊은 성인에게 발생한다. 전체 5년 생존율은 약 53%이다.
종양에 있는 대부분의 세포가 신경외배엽에서 유래하지만 정상적인 뉴런과 같은 방식으로 발달 및 분화되지 않았기 때문에 이 이름이 붙여졌다. 따라서 세포는 "원시적"으로 보인다. PNET은 유잉 계열의 종양에 속한다.

## 유전학
쥐의 신경 전구 세포에서 SV40 대형 T-항원의 유전자 전달을 사용하여 뇌종양 모델을 확립했다. PNET은 조직학적으로 인간의 대응물과 구별할 수 없었으며 인간 뇌종양 발암과 관련된 새로운 유전자를 식별하는 데 사용되었다. 이 모델은 인간 수모세포종과 관련된 유전자 중 하나로 p53을 확인하는 데 사용되었지만 인간 종양의 약 10%만이 해당 유전자에 돌연변이를 나타냈기 때문에 이 모델을 사용하여 SV40 대형 T-항원의 다른 결합 짝(파트너)을 식별할 수 있다. (p53 이외에도)

## 같이 보기
- 속질모세포종
- 뇌실막세포종